# Lutherhjälpen
Lutherhjälpen var en hjälporganisation inom Svenska kyrkan som bedrev utvecklingsarbete, utövade påverkan i internationella rättvisefrågor och utförde katastrofinsatser. År 2008 slogs Lutherhjälpen samman med Svenska kyrkans mission (SKM), vilka samfällt bedrev verksamhet under namnet Svenska kyrkans internationella arbete. 2019 bytte organisationen namn till Act Svenska kyrkan.
Lutherhjälpen grundades 1947, för att arbeta inom Europa i spåren efter andra världskriget, till skillnad från Svenska kyrkans mission (grundad 1874) som främst arbetade i andra världsdelar, men Lutherhjälpen kom så småningom att verka över hela världen. Initiativtagare till Lutherhjälpen var Daniel Cederberg, kyrkoherde i Staffanstorp 1944-1969. Lutherhjälpen var ursprungligen en del av Lutherska Världsförbundets svenska sektion. 
Lutherhjälpen var även namnet på den tidning som organisationen gav ut 1948–2007.